# Islas Habibas
Las Islas Habibas (en árabe: جزر حبيبة‎; en francés: Îles Habibas) son un conjunto de islas de las que destacan al menos dos principales, que se encuentran al noroeste de la ciudad de Orán, frente a la playa Madegh. Son parte del territorio de la comuna o municipio de Bou Zedjar, en la provincia (o wilāyah; ولاية) costera de Orán (ولاية وهران) en el noroeste del país africano de Argelia. Posee una superficie terrestre de 40 hectáreas y una superficie total (incluyendo los espacios marítimos) de 2.684 hectáreas. Es rica en diversas especies de flora y fauna de particular importancia, como el endemismo iberoafricano Anthemis chrysantha, por lo que se declarado su protección como Reserva Natural.